# Neudorf (Koblenz)
Neudorf ist eine ehemalige eigenständige Gemeinde in Rheinland-Pfalz, die am 1. Juli 1937 Koblenz eingegliedert wurde. Nach der Eingemeindung wurde die Ortschaft teilweise Niederberg und teilweise Ehrenbreitstein zugeordnet.

## Lage
Neudorf befand sich zwischen der Arenberger Straße und dem Plateau der Festung Ehrenbreitstein.

## Geschichte
Neudorf wurde Mitte des 16. Jahrhunderts als neues Dorf gegründet und existierte bis zur Eingemeindung nach Koblenz als eigenständige Gemeinde, mit eigenem Bürgermeister. In Neudorf befand sich das 1716 von Freiherr von der Horst gebaute Schloss Fausenburg, welches 1795 in den Revolutionskriegen durch französische Revolutionstruppen zerstört wurde. Auf dem Gebiet von Neudorf leben 500 Einwohner (Stand: 2023).